# Башня (фильм, 1928)
«Башня» (фр. La Tour) — французский чёрно-белый немой короткометражный документальный фильм Рене Клера 1928 года.

## Сюжет
В своём документальном фильме Рене Клер рассказывает о знаменитой Эйфелевой башне, которая была построена для Всемирной выставки 1889 года. Первоначально 300-метровое железное творение известного инженера Густава Эйфеля планировалось демонтировать через 20 лет после сооружения. К тому же дерзкий проект возмутил творческую интеллигенция Парижа и всей Франции, посчитавшую, что металлическая конструкция будет подавлять архитектуру города и разрушит неповторимый стиль столицы, складывавшийся на протяжении веков. Несмотря на все протесты и опасения Эйфелева башня не только была возведена, но и со временем превратилась в один главных символов Парижа.

## Дополнительные факты
В 2003 году фильм был озвучен музыкой специально сочинёной для этого Арно Готье.